# 広島市歯科医師会
一般社団法人広島市歯科医師会（ひろしまししかいしかい）は1918年（大正7年）設立の広島市内、中区・西区・南区・東区の、所謂「旧広島市内」の歯科医師を会員とする一般社団法人。会員数438名（2025年7月1日現在）。

## 沿革
- 1918年（大正7年）2月11日 - 「広島県歯科医師会広島支部会」発会式挙行[1]
- 1921年（大正10年）7月3日 - 「広島市歯科医師会」設立[1]
- 1926年（大正15年）11月23日 - 新「広島市歯科医師会」発会式挙行[1]
- 1947年（昭和22年）12月16日 - 「社団法人広島市歯科医師会」発足[1]
- 1965年（昭和40年）9月11日 - 広島市富士見町（当時）広島県歯科医師会館内に本会事務局開設[1]
- 1990年（平成2年）5月16日 - 広島地区休日歯科救急医療対策協議会（広島市歯科医師会・安佐歯科医師会・佐伯歯科医師会・安芸歯科医師会・高田郡歯科医師会による　当時）発足[1]
- 1993年（平成5年）4月1日 - 広島地区休日歯科救急医療対策協議会を広島市歯科医療福祉対策協議会に改組[1]
- 1997年（平成9年）4月1日 - 9支部より4行政区支部に再編[1]
- 2012年（平成24年）6月16日 - 第106回定時総会において「一般社団法人」移行関連諸議案が可決承認
- 2017年（平成29年）1月8日 - 広島市中区富士見町より東区二葉の里に新築された広島県歯科医師会館内1階部分を区分所有とし、事務局移転[1]
- 2018年（平成30年）9月1日 - 創立100周年記念講演会・記念式典・記念祝賀会を挙行[1]

## 広島市域の他の歯科医師会との関係
現在の広島市には広島市歯科医師会のほか、安佐歯科医師会、佐伯歯科医師会、安芸歯科医師会がそれぞれ活動地域を有している。これは広島市が周辺自治体と合併を繰り返してきた結果として、行政区域と歯科医師会の所管区域が一致しなくなったことによるものである。平成初期より行政区域と歯科医師会の所管区域の一致を目指し話し合いが行われてきたが、それぞれの歯科医師会ごとに長い歴史があり、会が消滅することに対して会員からの理解が得られないことや、学校歯科保健への対応の相違などの理由により広島市域に存在する歯科医師会の広域合併は実現していない。
広島市歯科医師会は中区・東区・南区・西区を、安佐歯科医師会は安佐北区・安佐南区を、佐伯歯科医師会は佐伯区及び廿日市市を、安芸歯科医師会は東区の一部・安芸区・安芸郡府中町・安芸郡海田町・安芸郡熊野町・安芸郡坂町・呉市の一部をそれぞれ所管しており、広島市行政からの委託事業等を一元的に受託し、また広島市民に均質なサービスを提供するために、4つの歯科医師会が「広島市歯科医療福祉対策協議会」を組織しており、下記健診事業、休日歯科救急医療等を実施している。

## 主な健診事業など
- 妊婦歯科健診[2]
- いい歯すくすく教室[3]
- 1歳6か月健診[4]
- 3歳児健診[5]
- 1歳6か月フッ素塗布[6]
- 2歳児フッ素塗布[7]
- 妊産婦の個別指導・母子ぐるみ歯科保健指導[8]
- 矯正歯科無料相談[9]
- 節目年齢歯科健診[2]
- 休日歯科救急医療[2]
- 在宅訪問歯科健診・診療[2]
- 歯科相談[10]
- 歯科保健教室[11]
- 口腔ケア教室[9]
- 短期集中通所口腔ケアサービス[9]

## 歴代会長
歴代会長は以下の通り。
- 初代・第3代会長 - 辰口主一
- 第2代・第5代会長 - 野坂 昇
- 第4代会長 - 藤井十太郎
- 第6代会長 - 山瀬 優
- 第7代会長 - 河村雅夫
- 第8代会長 - 岡田注連太郎
- 第9代支部長 - 上田城久
- 第10代支部長・第12代会長 - 八谷牛宗
- 第11代会長 - 新田實能榴
- 第13代会長 - 中村議兵衛
- 第14代会長 - 竹腰要吾
- 第15代会長 - 前田哲雄
- 第16代会長 - 澁川哲夫
- 第17代会長 - 久保田隆
- 第18代会長 - 荒谷和明
- 第19代会長 - 瓜生　 弘
- 第20代会長 - 澤田建彦
- 第21代会長 - 小松昭紀
- 第22代会長 - 森本克廣
- 第23代会長 - 土江健也
- 第24代会長 - 川原正照
- 第25代会長 - 熊谷 　宏
- 第26代会長 - 瓜生　 賢

## 現職理事
令和7年総会で信任された理事・監事は以下の通り（任期は令和９年総会終了時まで）
- 会長 - 　　瓜生　賢
- 副会長 - 　能美和基
- 副会長 - 　若林大輔
- 専務理事 - 森本慎樹
- 理事 - 花岡宏一
- 理事 - 大井手和久
- 理事 - 小島将督
- 理事 - 土屋崇文
- 理事 - 濱岡代枝
- 理事 - 中川　誠
- 理事 - 横村康彦
- 監事 - 中本雅志
- 監事 - 田中信吾

## 所在地
- 〒732-0057 広島県広島市東区二葉の里三丁目2番4号

## 所属する支部
- 中区支部
- 西区支部
- 南区支部
- 東区支部

## 関連書籍
- 『広島市歯科医師会創立100周年記念誌 広島のおくちの健康を支えて100周年 〜継承と飛躍〜』